# Heinrich Reinhardt (Politiker)
Heinrich Wilhelm Karl Reinhardt (* 28. März 1894 in Kassel; † 20. Januar 1959 in Bad Wildungen) war ein deutscher Politiker (NSDAP) und SA-Führer.

## Leben
Nach dem Schulbesuch studierte Reinhardt, unterbrochen von der Teilnahme am Ersten Weltkrieg, Medizin und promovierte zum Dr. med. Anschließend arbeitete er als praktischer Arzt in Melsungen.
1923 trat Reinhardt in die NSDAP ein und schloss sich der neu gegründeten Partei zum 3. August 1925 erneut an (Mitgliedsnummer 11.847), in der er zunächst die Leitung einer Ortsgruppe übernahm. Bei der Wahl im März 1933 zum Kommunallandtag Kassel und Provinziallandtag der Provinz Hessen-Nassau errang Heinrich Reinhard einen Sitz. Von 1933 bis 1937 war Reinhardt Kreisleiter und stellvertretender Landrat im Kreis Melsungen. Bei der Reichstagswahl am 29. März 1936 kandidierte er erfolglos auf dem hinteren Listenplatz Nummer 1028.
1937 wurde Reinhardt Leiter der Ärztekammer Kurhessen und dortiger Leiter des Gauamtes für Volksgesundheit. 1937 übernahm er die DAF-Abteilung Gesundheit in Kurhessen. In der SA erreichte Reinhardt im Dezember 1941 den Rang eines Oberführers. Von 1940 bis 1942 war er Stabsarzt. Im Dezember 1942 wurde Reinhardt zum Gaugesundheitsführer ernannt. Von 1942 bis 1944 war er zudem wieder Kreisleiter und stellvertretender Landrat im Kreis Melsungen.
Reinhardt trat am 12. November 1942 im Nachrückverfahren für den ausgeschiedenen Abgeordneten Fritz Schmidt als Abgeordneter in den nationalsozialistischen Reichstag ein, dem er bis zum Ende der NS-Herrschaft als Vertreter des Wahlkreises 19 (Hessen-Nassau) angehörte.
Anfang April 1945 kam Reinhardt in alliierte Internierung und wurde Mitte Januar 1948 entnazifiziert. Er war verheiratet und hatte fünf Kinder.

## Schriften
- Über eigentümliche Herdveränderungen der Milz bei Kamerun-Negern (Induratio lienis fibrosa circumscripta multiplex), 1920. (Dissertation ?)